# Paractinophlebia curtisii
Paractinophlebia curtisii là một loài côn trùng thuộc bộ Neuroptera. Loài này được Scudder miêu tả năm 1886.